# Hyundai 9000
Der Typ Hyundai 9000 ist ein Containerschiffstyp des südkoreanischen Schiffbaukonzerns Hyundai Heavy Industries.

## Geschichte
Die Schiffe des Typs wurden 2005/2006 auf der südkoreanischen Werft Hyundai Heavy Industries in Ulsan für die griechische Reederei Costamare gebaut. Sie zählten beim Bau zu den größten Containerschiffen der Welt.
Die Schiffe fuhren zunächst in Charter der chinesischen Linienreederei COSCO (China Ocean Shipping Company). 2013 ging Costamare mit V.Ships Greece eine Kooperation ein und übergab das technische Management an V.Ships Greece.

## Beschreibung
Die Schiffe werden von einem MAN-Zwölfzylinder-Zweitakt-Dieselmotor mit einer Leistung von 74.800 kW angetrieben. Der Dieselmotor (Typ: 12 K98MC), der von Hyundai Heavy Industries in Lizenz gebaut wurde, war der weltweit erste mit einer Leistung von über 100.000 PS (73.600 kW).

## Die Schiffe der Klasse
| Hyundai 9000    | Hyundai 9000 | Hyundai 9000 | Hyundai 9000                                      | Hyundai 9000                       |
| Bauname         | Baunummer    | IMO-Nummer   | Kiellegung Stapellauf Ablieferung                 | Umbenennungen und Verbleib         |
| --------------- | ------------ | ------------ | ------------------------------------------------- | ---------------------------------- |
| COSCO Guangzhou | H1643        | 9305570      | 4. Oktober 2005 9. Dezember 2005 22. Februar 2006 | 2022: ZIM Shanghai, 2025: Shanghai |
| COSCO Ningbo    | H1644        | 9305582      | 8. November 2005 20. Januar 2006 20. März 2006    | 2022: ZIM Yantian, 2025: Yantian I |
| COSCO Yanitan   | H1645        | 9305594      | 13. Dezember 2005 10. März 2006 28. April 2006    | 2020: Yantian                      |
| COSCO Beijing   | H1653        | 9308508      | 24. Januar 2006 14. April 2006 8. Juni 2006       | 2020: Beijing                      |
| COSCO Hellas    | H1654        | 9308510      | 14. März 2006 19. Mai 2006 6. Juni 2006           | -                                  |